# 김대성 (배드민턴인)
김대성(1984년 4월 5일~)은 대한민국의 배드민턴 선수 출신 배드민턴 지도자이다.